# Starsky & Hutch (Fernsehserie)
Starsky & Hutch ist eine US-amerikanische Fernsehserie, die von 1975 bis 1979 produziert wurde.

## Handlung

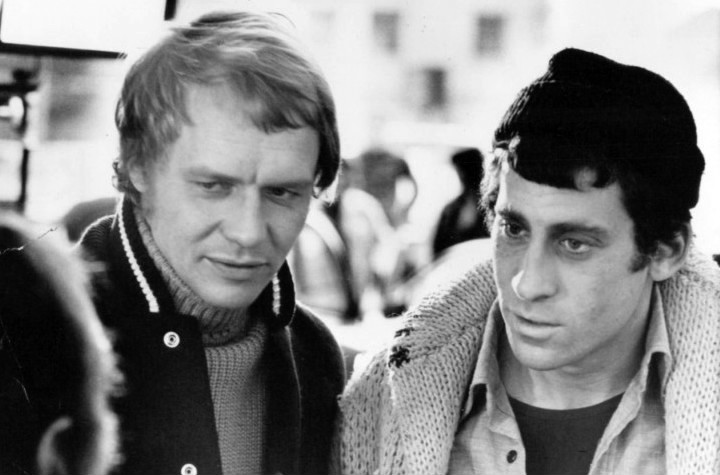
Paul Michael Glaser (rechts) und David Soul als Starsky und Hutch (1975)

Die Krimiserie Starsky & Hutch dreht sich um die Arbeit der Polizisten David Michael Starsky und Kenneth Richard „Hutch“ Hutchinson im fiktiven Bay City (gedreht in Los Angeles). Die Serie bietet viele komödiantische Elemente – vor allem in Form von humorvollen Dialogen der beiden unkonventionellen Cops und ihres Freundes und Informanten Huggy Bear. Andererseits werden neben actionreichen Szenen auch soziale Brennpunkte und Schattenseiten der Polizeiarbeit behandelt.

## Episoden und Ausstrahlung
Die Serie umfasst in der Originalfassung 92 Folgen. Die deutsche Erstausstrahlung (26 Folgen) fand 1978 und 1979 im ZDF statt. 1986 und 1987 wurden auf Sat.1 weitere 54 Episoden gezeigt. Fünf zuvor nicht ausgestrahlte Folgen zeigten Sat.1 bzw. ProSieben 1988 und 1989. Drei Episoden sowie der Pilotfilm vom April 1975 wurden nicht synchronisiert. 2013 wurden sie mit deutschen Untertiteln sowie vier vorher nicht ausgestrahlten Folgen erstmals im deutschen Fernsehen auf RTL Nitro gezeigt.

## Synchronisation
| Rolle                          | Darsteller          | Sprecher                                                                    |
| ------------------------------ | ------------------- | --------------------------------------------------------------------------- |
| David „Dave“ Michael Starsky   | Paul Michael Glaser | Frank Glaubrecht                                                            |
| Kenneth „Ken Hutch“ Hutchinson | David Soul          | Thomas Danneberg                                                            |
| Harold C. Dobey                | Bernie Hamilton     | Michael Chevalier                                                           |
| Huggy Bear                     | Antonio Fargas      | Arne Elsholtz (ZDF-Synchronisation) Manfred Lehmann (Sat.1-Synchronisation) |

## Sonstiges

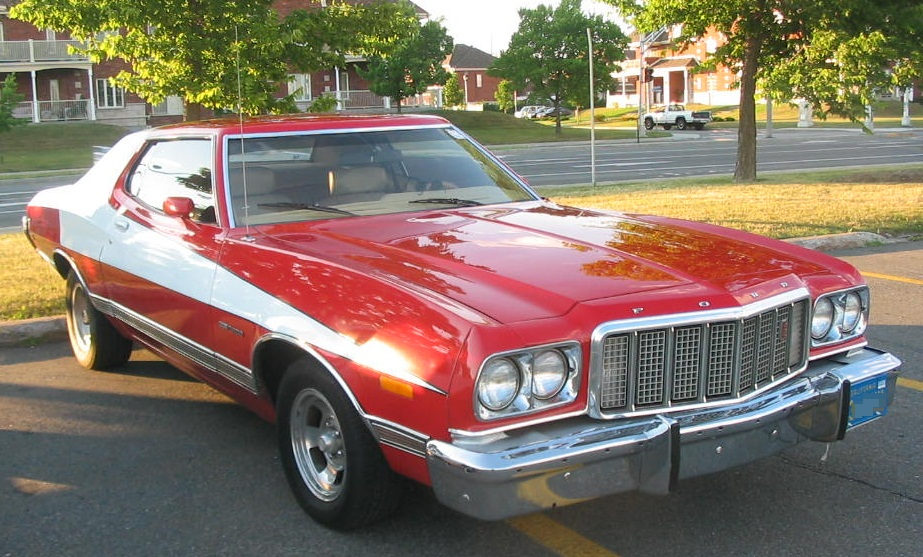
1974er Ford Gran Torino aus der Serie

Die Titelmelodie ab der 2. Staffel (komponiert von Tom Scott) wurde unter anderem vom James Taylor Quartet gecovert.
Das Auto, mit dem Starsky und Hutch in der Serie unterwegs sind, ist ein Ford Gran Torino, zuerst ein 1974er, später ein 1975er. Hutch fährt einen etwas heruntergekommenen hellbraunen 1973er Ford LTD.
Das Thema Starsky & Hutch wurde von dem Autorennbahn-Hersteller Scalextric mit dem entsprechenden Slotcar und einer Grundpackung in seinem Programm geehrt.
Im Pilotfilm wird Captain Dobey von Richard Ward dargestellt. Paul Michael Glaser führte bei vier, David Soul bei zwei Folgen Regie.
In Folge 2x08 (Die schöne Gillian) und 3x08 (Die wahren Helden), hat Karen Carlson, die damalige Ehefrau von David Soul, Gastauftritte. Weitere Gaststars in der Serie sind unter anderem Suzanne Somers, Robert Loggia, Kristy McNichol, Lynda Carter, Will Geer, Lynn Anderson, Jeff Goldblum, Joan Collins, Danny DeVito, Melanie Griffith, Philip Michael Thomas, Kim Cattrall, René Auberjonois, Maud Adams und Ken Kercheval. Folge 16 der zweiten Staffel (Huggy Bear und Kompagnon) wurde als Testfolge für einen möglichen Serienableger mit Antonio Fargas als Huggy Bear in der Hauptrolle gedreht. Diese Idee wurde allerdings wieder verworfen. Zudem erfährt man in dieser Folge, dass Huggy Bears Nachname Brown lautet. Die achte Folge der vierten Staffel (Der Meisterdieb) ist auf DVD nur mit englischem Originalton vorhanden, obwohl sie bereits mit deutscher Synchronisation ausgestrahlt wurde.

## DVD
In Europa erschienen alle vier Staffeln als einzelne DVD-Boxen:
- Staffel 1 erschien am 15. März 2004
- Staffel 2 erschien am 19. Juli 2004
- Staffel 3 erschien am 28. Februar 2005
- Staffel 4 erschien am 13. Februar 2006

Am 15. September 2016 erschien schließlich eine Box mit 20 DVDs, die die komplette Serie beinhaltet.

## Kinofilm
2004 erschien der Kinofilm Starsky & Hutch, der auf der Fernsehserie basierte. Regie führte Todd Phillips. In den Hauptrollen sind Ben Stiller als David Starsky und Owen Wilson als Ken „Hutch“ Hutchinson zu sehen.

## Computerspiel
Im Zuge des Kinofilms im Jahre 2004 wurde auch ein Computerspiel von Empire Interactive für PC, Playstation 2, GameCube, Game Boy Advance und Xbox herausgebracht, das sich an den Schauspielern der TV-Serie orientiert. Es ist ein Fahrsimulator, in dem der Beifahrer auch als Schütze gesteuert werden kann. Ziel ist es, in Bay City jeweils Fahrzeuge zu jagen und zu stoppen. Starsky steuert den Wagen und Hutch ragt bei Betätigung der Feuertaste aus dem Wagenfenster und muss die Gegner mit dem Revolver treffen. Andererseits können Fahrzeug-Boni durch Schießen oder Sprungstunts errungen werden. Zusätzliche Fahrzeuge werden jeweils durch Punkte freigeschaltet. Für das Spiel selbst konnte Huggy-Bear-Darsteller Antonio Fargas für eine Sprechrolle gewonnen werden. Spezielle Huggy-Bear-Karten müssen eingesammelt werden, um Video-Specials freizuschalten.
Die Zwischensequenzen sind im Stil der Superman-Comics gehalten. Garniert sind die Spielszenen jeweils auch mit Bemerkungen der jeweiligen Serienhelden über Essen und Fahrstil.